# René Bittinger
René Bittinger (Villé, Bajo Rin, 9 de octubre de 1954) fue un ciclista francés, que fue profesional entre 1977 y 1985. Su principal éxito deportivo fue una victoria de etapa al Tour de Francia de 1979.

## Palmarés
- 1976
  - Vencedor de una etapa a la Vuelta en Austria
- 1977 
  - 1º en el Gran Premio de Brissago
- 1978
  - Vencedor de una etapa al Tour de Córcega
- 1979
  - 1º en el Critèrium Ambert
  - Vencedor de una etapa al Tour de Francia
  - Vencedor de una etapa al Tour de Indre y Loira
- 1980
  - 1º en el Tour del Lemosín
  - Vencedor de una etapa a la Vuelta en Luxemburgo
- 1982
  - 1º en el Gran Premio de Antibes
  - 1º en la Niza-Alassio
  - Vencedor de una etapa al Critèrium del Dauphiné Libéré
- 1983 
  - 1º en el Premio de Montauroux
  - Vencedor de una etapa al Critèrium Internacional

### Resultados en el Tour de Francia
- 1978. 19º de la clasificación general
- 1979. 26º de la clasificación general. Vencedor de una etapa
- 1982. 44.º de la clasificación general
- 1985. 77.º de la clasificación general

### Resultados en el Giro de Italia
- 1985 83.º de la clasificación general

### Resultados en la Vuelta a España
- 1981 38.º de la clasificación general